# كثير (فلم)
كثير (بالإنجليزية: Plenty) فيلم درامي أمريكي عام 1985 من إخراج فريد شبيسي  وبطولة ميريل ستريب. تم اقتباسه من مسرحية ديفيد هير عام 1978  التي تحمل نفس العنوان. تمتد الأحداث لما يقرب من 20 عامًا من أوائل الأربعينيات إلى الستينيات من القرن العشرين، وتركز على سوزان تراهيرن، المرأة الإنجليزية التي تغيرت بشكل كبير من خلال تجربتها كمقاتلة للمقاومة الفرنسية خلال الحرب العالمية الثانية، وتعود بعد انتهاء الحرب إلى إنجلترا مصممة على صنع حياة لنفسها من خلال تحقيق ما تتمناه في عالم، ما بعد الحرب، الذي تجده تافهًا وغير ملائم، بينما تتصرف بتجاهل تام لكل من حولها.
صدر الفيلم إلى دور العرض الأمريكية في 20 سبتمبر 1985.
منح موقع قاعدة بيانات الأفلام على الإنترنت (IMDB) الفيلم درجة 6/ 10.

## طاقم التمثيل
ميريل ستريب: في دور سوزان تراهن
تشارلز دانس: في دور ريمون بروك
تريسي أولمان: في دور أليس بارك
جون جيلجود: في دور السير ليونارد داروين
أندريه ماران: في دور فيلون
ستينج: في دور ميك
إيان ماكيلين: في دور السير أندرو تشارلزون
سام نيل: في دور لازار
تريسترام جيلينيك: في دور دونسي
بيرت كووك: في دور السيد أونغ
بيك سين ليم: في دور السيدة أونغ
إيان والاس: في دور ميدليكوتي
أندي دي لا تور: في دور راندال
هيو لوري: في دور مايكل
ميتش ديفيز: في دور هاري
كريستوفر فيربانك: في دور سبنسر
ليندسي إنجرام: في دور ليندا
ريتشارد هوب: في دور أليستير
بيتر فوربس- روبرتسون: في دور مدير الفندق
هوغو دي فيرنير: في دور الطبيب
جيمس تايلور: في دور توني (ميت)

## أحداث الفيلم
تدور الأحداث في عام 1943، في فرنسا أثناء الاحتلال الألماني خلال الحرب العالمية الثانية، تنتظر سوزان تراهيرن (ميريل ستريب) البالغة من العمر 18 عامًا في الغابة لإسقاط رسالة بالمظلة من طائرة بريطانية. ويهبط لازار (سام نيل) بالمظلة، وتشرح سوزان كيف تجري الأمور في موقعها. يقضى الأثنين ليلتهم في الفراش، ويغادر لازار في الصباح دون كلمة وداع. ويترك لها أزرار أكمامه كهدية تحملها سوزان معها دائماً.
بعد عامين من انتهاء الحرب وفي عام 1945، أثناء سفر سوزان عبر اوروبا، يتوفي رجل يدعى توني رادلي بنوبة قلبية في بهو فندق في بروكسل. يصل ريمون بروك (تشارلز دانس) من السفارة البريطانية للإشراف على جنازة رادلي، وتعترف سوزان لريموند بأنها ورادلي لم يكونا متزوجين بالفعل. لقد تظاهروا كزوج وزوجة فقط أثناء الحرب. تبدأ سوزان وريموند علاقة بعد عودتها إلى لندن، حيث يأتي ريموند من مكان عمله في بلجيكا لزيارتها اسبوعياً. تعمل سوزان كموظفة في شركة شحن وتقيم معها أليس بارك (تريسي أولمان) الشجاعة البالغة من العمر 18 عامًا، وينخرطون في أسلوب حياة بوهيمي، ويزورون النوادي الليلية معًا. تعرب سوزان عن إحباطها من وظيفتها وتتشاجر مع ريموند، وتقترح انفصالهما.
تعمل سوزان، عام 1953، عضوة في لجنة تتويج الملكة إليزابيث. تطلب سوزان من زميلها وحبيبها ميك (ستينغ)، أن يكون أبًا لطفلها. ويوافق على مضض على إنجاب طفل معها، لكنه يشعر بالإحباط من رغبتها في تربية الطفل بدونه. ترفض سوزان إقامة علاقة حقيقية مع ميك، وتحدث مواجهة في عام 1955 تنتهي بإطلاق سوزان مسدسًا فوق رأس ميك لإجباره على المغادرة. يتزوج ريموند وسوزان ولكنها تظل محبطة من حياتها وتصبح حالتها العقلية غير المستقرة واضحة للجميع. تنتقل سوزان وريموند إلى الأردن، حيث تم تعيين ريموند في منصب دبلوماسي. تقوم أليس بزيارتهم، وتنزعج من سلوك سوزان المهزوز، على الرغم من أن سوزان تدعي أنها سعيدة.
تلتقي سوزان برئيس ريموند في العمل، وتهدد سوزان بالانتحار إذا لم يتلق ريموند ترقية في غضون ستة أيام، ويتم استدعاء ريموند على الفور إلى مكتب رئيسه، الذي يخطره بزيارة زوجته وتهديداتها، وفي النهاية يتم فصله من الخدمة الدبلوماسية وإجباره على التقاعد المبكر. يطلب ريموند من سوزان ن تزور معالج نفساني وترفض. تهجر سوزان زوجها وتعيد إحياء علاقتها الغرامية مع لازار، حيث قابلته في فندق على شاطئ البحر، بعد أن تعقبها بعد رؤيتها تتم مقابلتها في برنامج تلفزيوني قبل أسابيع حول تورطها في الحرب. يكتشف لازار عدم استقرار سوزان العقلي وعندما تغفو، يرحل عنها إلى الأبد. في المشهد الأخير، تتذكر سوزان شبابها المثالي في الريف الفرنسي، بعد انتهاء الحرب حيث وصلت أخبار استسلام ألمانيا إلى القرية الفرنسية التي تقيم فيها سوزان. تتحدث سوزان مع أحد مزارعي الألبان الفرنسيين حول نهاية الحرب وتوافق على مرافقته إلى حفلة مع أسرته في القرية للاحتفال بنهاية الصراع، وتعلن سوزان: "ستكون هناك أيام وأيام مثل هذه لسنوات عديدة قادمة."

## استقبال الفيلم
منح موقع "الطماطم الفاسدة" الفيلم تقييماً مقداره 56% بناءاً على آراء 16 ناقداً سينمائياً.
منح الناقد السينمائي روجر إيبرت الفيلم ثلاثة نجوم ونصف من أصل أربعة، وقال إن ستريب قدمت: "أداءاً بارعاً للغاية؛ من الصعب أن تلعب دور امرأة غير متوازنة، وعصابية، ومدمرة للذات، وتفعل ذلك بمثل هذا اللطف والسحر. ستريب تخلق شخصية كاملة حول امرأة يمكن أن تكون مجرد مجموعة من الأعراض."
تعتقد الناقدة الثقافية والأدبية تيفاني جيلبرت أن "اللغة الإنجليزية" التي اعتبرها كاتب السيناريو ديفيد هير موضوعًا أساسيًا للفيلم قد تضائل وضعها  بشكل لا مفر منه من خلال اختيار نجمة هوليوود ميريل ستريب لدور سوزان: "إنها تفقد حتماً بعض ميزتها السياسية في التنازل عن آلة الشهرة في هوليوود"، على الرغم من أن الممثلة الكندية، كيت نيلجان، التي كانت في الأصل قد لعبت دورًا في مسرح لندن ونيويورك، فقد لعبت نيليجان الدور كامرأة قوية وقادرة، في حين أن تصوير ستريب للعصاب حول المسرحية إلى مسرحية نموذجية " منتج هوليود 

## جوائز وترشيحات
جوائز بافتا 1986: رشح لجوائز بافتا (جوائز الاكاديمية البريطانية للأفلام) لأفضل ممثل في دور داعم (جون جيلجود) - أفضل ممثلة في دور داعم (تريسي أولمان)
جوائز جمعية لوس أنجلوس لنقاد السينما عام 1985: فاز بجائزة أفضل ممثل مساعد (جون جيلجود) لفيلم "حفلة الرماية" 1984.
جوائز الجمعية الوطنية لنقاد السينما الأمريكية 1986: فاز بجائزة أفضل ممثل مساعد (جون جيلجود) لفيلم "حفلة الرماية" 1984.
جوائز دائرة نقاد أفلام نيويورك 1985: رشح لجائزة أفضل ممثلة (ميريل ستريب) عن فيلم "الخروج من أفريقيا"، وجائزة أفضل ممثل مساعد (جون جيلجود)
جوائز سانت جوردي 1986: رشح لجائزة أفضل ممثلة أجنبية في سانت جوردي (ميجور أكتريز إكسترانجيرا) ميريل ستريب عم فيلم "الوقوع في الحب"    

## الفيلم والرواية
قام الكاتب والدبلوماسي أندرو أوزموند بكتابة رواية مبنية على شعبية الفيلم مع سرد لحياة ما بعد الحرب لعشيقة سوزان لازار

## وصلات خارجية
https://letterboxd.com/film/plenty/ كثير (فلم)
https://elcinema.com/work/2020643 كثير (فلم)
https://www.imdb.com/title/tt0089816/ كثير (فلم)
https://www.blu-ray.com/Plenty/323382/ كثير (فلم)
https://www.filmaffinity.com/us/film594199.html كثير (فلم)
https://www.allmovie.com/movie/plenty-v38492 كثير (فلم)
https://www.themoviedb.org/movie/41166-plenty كثير (فلم)
https://prod-www.tcm.com/tcmdb/title/86851/plenty#overview كثير (فلم)